# Zahorčice
Zahorčice (jusqu'en 1924 : Záhorčice ; en allemand : Sahorschitz, précédemment : Zahorčitz) est une commune rurale du district de Strakonice, dans la région de Bohême-du-Sud, en République tchèque. Sa population s'élevait à 63 habitants en 2020.

## Géographie
Zahorčice se trouve à 9 km au sud-ouest du centre de Strakonice, à 55 km au nord-ouest de České Budějovice et à 107 km au sud-ouest de Prague.
La commune est limitée par Kraselov au nord, par Úlehle à l'est, par Nihošovice au sud et par Němčice et Hoslovice à l'ouest.

## Histoire
La première mention écrite du village date de 1227.